# Teamsters
A International Brotherhood of Teamsters - IBT (Irmandade Internacional dos Caminhoneiros) é um sindicato nos Estados Unidos e Canadá. Formado em 1903 pela fusão de várias organizações locais e regionais de caminhoneiros, a união agora representa uma diversa coletividade de trabalhadores manuais e outros profissionais tanto públicos quanto privados. O sindicato tinha aproximadamente 1,4 milhão de membros em 2007.